# Heinz Barta
Heinz Barta (* 1944 in Aurolzmünster) ist ein österreichischer Rechtswissenschaftler und emeritierter Professor der Universität Innsbruck.

## Leben
Barta studierte an der Universität Innsbruck Rechtswissenschaften und war ab 1967 zunächst am Institut für Zivilrecht in Innsbruck bei Professor Franz Gschnitzer tätig. Von 1975 bis 1978 absolvierte er einen Studienaufenthalt in München am Institut für Internationales und Vergleichendes Sozialrecht. 1983 habilitierte er sich in Berlin mit einer Arbeit zur Kausalität im Sozialrecht. Noch im selben Jahr wurde er auf die Professur in Innsbruck berufen.
Seit 2004 veranstaltet Heinz Barta regelmäßig in Kooperation mit Robert Rollinger und Martin Lang Tagungen unter dem Titel „Lebend(ig)e Rechtsgeschichte“, die besonders auch die Erforschung der Keilschriftrechte adressiert. Daneben arbeitet er zu den Ursprüngen des europäischen Rechts im antiken Griechenland, die in ein vierbändiges Werk unter dem Titel „Graeca non leguntur?“ mündet. Der 2011 von ihm ins Leben gerufene Preis für Rechtsgeschichte wird an herausragende Arbeiten zu Arbeiten in eben diesem Gebiet verliehen.

## Werke
- Kommentar zum Wohnungseigentumsgesetz. Wien 1976.
- Mitbestimmung und Wohnungseigentum. Gedanken zum österreichischen Defizit an wohnrechtlicher Mitbestimmung. ISW, Linz 1983.
- Kausalität im Sozialrecht. Entstehung und Funktion der sogenannten Theorie der wesentlichen Bedingung. 2 Teilbände, Duncker und Humblot, Berlin 1983, ISBN 3-428-05411-3.
- Rechtliche Rahmenbedingungen „anderen Wohnens“. Mitbestimmtes, partizipatorisches Planen, Bauen und Verwalten (= Arbeitsmaterialien zur Staats- und Verwaltungsforschung. Heft 10). Gesamthochschule Siegen, Siegen 1989
- Medizinhaftung. Kann das historische Modell der gesetzlichen Unfallversicherung einer modernen Arzthaftung als Vorbild dienen? Eine historisch-aktuelle Ideenskizze. Innsbruck 1995.
- Zivilrecht. Arbeitsbuch mit grafischen Darstellungen auf CD-ROM. 5 Auflagen, Wien 1995–1999.
- mit Margarete Havel und Karin Fink: Wohnungseigentum – Anspruch und Wirklichkeit. Entwicklung, Probleme, Lösungsstrategien (= Verbraucherrecht, Verbraucherpolitik. Band 21). Verlag Österreich, Wien 1999, ISBN 3-7046-1459-9.
- mit Gabriele Hilber: Der Belegarztvertrag. Eine rechtstatsächliche, rechtsdogmatische und rechtspolitische Untersuchung. WUV, Wien 1999, ISBN 3-85114-470-8.
- Zivilrecht. Einführung und Grundriß. WUV, Wien 2000, ISBN 3-85114-556-9.
- Graeca non leguntur? Zu den Ursprüngen des europäischen Rechts im antiken Griechenland. Band 1. Harrassowitz, Wiesbaden 2010, ISBN 978-3-447-06121-6.
- Graeca non leguntur? Zu den Ursprüngen des europäischen Rechts im antiken Griechenland. Band 2: Archaische Grundlagen. 2 Teilbände, Harrassowitz, Wiesbaden 2012, ISBN 978-3-447-06278-7.
- Graeca non leguntur? Zu den Ursprüngen des europäischen Rechts im antiken Griechenland. Band 3, Teilband 1: Das griechische Recht in seinem kulturhistorischen Umfeld: Beispiele aus Dichtung, Geschichtsschreibung, Philosophie und Kautelarjurisprudenz. Harrassowitz, Wiesbaden 2014, ISBN 978-3-447-10036-6.
- Demokratie als kulturelles Lernen. Der politisch-rechtliche Hintergrund des Entstehens von Demokratie im antiken Griechenland – unter Berücksichtigung von F. Braudels Geschichtsverständnis, E.O. Wilsons und M. Tomasellos Evolutionsbiologie sowie E. Flaigs „Mehrheitsentscheidung“. Studia Universitätsverlag, Innsbruck 2017, ISBN 978-3-903030-46-6 (2. Auflage, Jan Sramek Verlag, Wien 2023, ISBN 978-3-7097-0331-1).
- Homologie. Das Entstehen des modernen Vertrages im antiken Griechenland. Zum rechtlichen Zusammenwirken von Schuld und Haftung. Jan Sramek Verlag, Wien 2021, ISBN 978-3-7097-0282-6.
- Der Gabentausch – eine verwirktlichte Utopie? Zugleich ein Beitrag zur Unterscheidung der normativen Epochen „Gegenseitigkeit“ und „Recht“ sowie zur Rechtsgeschäftslehre und Rechtsethnologie. Jan Sramek Verlag, Wien 2022, ISBN 978-3-7097-0307-6.
- Von Téchne zu Epistéme und Phrónesis. Zum Entstehen von Jurisprudenz im antiken Griechenland (im Rahmen des Entstehens von Wissenschaft). Jan Sramek Verlag, Wien 2024, ISBN 978-3-7097-0348-9.